# LC Perú
LC Perú war eine peruanische Fluggesellschaft mit Sitz in Lima und Basis auf dem Flughafen Lima. Die Fluglinie gehörte zu 50 % der Universidad de San Martín de Porres in Lima.

## Geschichte
LC Perú wurde 1993 als LC Busre gegründet. 2011 schloss sie eine Allianz mit LAN Perú. Ende 2011 erfolgte die Umbenennung zu LC Perú. Am 23. November 2018 musste die Gesellschaft den Flugbetrieb aufgrund von fehlenden Versicherungspolicen einstellen und nahm ihn danach nicht mehr auf.

## Flugziele
LC Perú flog hauptsächlich im Charter- und Liniendienst von Lima aus zu Zielen im Inlandsverkehr. Dazu gehörten unter anderem Andahuaylas, Ayacucho, Chimbote, Cajamarca, Huancayo, Huánuco und Huaraz. International wurde Leticia in Kolumbien bedient.

## Flotte
Mit Stand Dezember 2018 bestand die Flotte der LC Perú aus acht Flugzeugen mit einem Durchschnittsalter von 22,2 Jahren:
| Flugzeugtyp            | aktiv | bestellt | Anmerkungen | Sitzplätze |
| ---------------------- | ----- | -------- | ----------- | ---------- |
| Boeing 737-500         | 4     |          |             | 120        |
| De Havilland DHC-8-200 | 1     |          |             | 037        |
| De Havilland DHC-8-400 | 3     |          |             | 074 076    |
| Gesamt                 | 8     | –        |             |            |